# Roberts Blossom
Roberts Scott Blossom (* 25. März 1924 in New Haven, Connecticut; † 8. Juli 2011 in Santa Monica, Kalifornien) war ein US-amerikanischer Schauspieler und Dichter.

## Leben
Roberts Blossom absolvierte im Jahr 1941 die Asheville School, North Carolina, und studierte danach an der Harvard University, die er nach einem Jahr verließ, um bei der US-Armee im Zweiten Weltkrieg in Europa zu dienen. Er wurde nach Kriegsende als Therapeut ausgebildet, entschied sich aber dann, Schauspieler zu werden. Er fing an, in Cleveland im Karamu House und im Candlelight Theater Regie zu führen und in Produktionen mitzuwirken, zog jedoch später nach New York City, wo er durch das Zusammenbinden von Hutfedern seinen Lebensunterhalt verdiente und eine umstrittene Therapie namens Dianetik praktizierte. Er war auch eine Zeit lang Kellner, bis er hauptberuflich Schauspieler wurde.

## Karriere
Er spielte in den 1950er Jahren einige Theaterrollen, für die er viermal den Obie Award erhielt. Seine erste Filmrolle spielte er in der Fernsehadaption des Theaterstücks Our Town aus dem Jahr 1959.
Im Thriller Besessen (1974) spielte Blossom die Hauptrolle des Killers Ezra Cobb. Im mit zwei Oscars ausgezeichneten Filmdrama Der große Gatsby (1974) war er als Vater von Robert Redfords Titelfigur zu sehen. Für die Rolle eines Bösewichts in der Fernsehserie Another World, die er 1976 bis 1977 spielte, gewann er 1978 den Soapy Award. 1983 wirkte Blossom in dem Horrorfilm Christine mit, einem Film von John Carpenter, der eine Adaption des Buches von Stephen King ist. Bekannt ist er auch aus dem Film Kevin allein zu Haus (1990), wo er den geheimnisvollen Nachbarn „Old Man Marley“ spielte. In der Komödie Doc Hollywood (1991) spielte er den Richter Evans, der Dr. Benjamin Stone (gespielt von Michael J. Fox) zu gemeinnütziger Arbeit verurteilt, was diesen längere Zeit in einem Provinznest festhält.
In den 1990er Jahren gab Blossom seine Karriere als Schauspieler auf und betätigte sich als Dichter.
Am 8. Juli 2011 starb er mit 87 Jahren in Santa Monica.

## Filmografie (Auswahl)
- 1958: Gnadenlose Stadt (Naked City, Fernsehserie, 2 Folgen)
- 1959: Our Town (Fernsehfilm)
- 1964: Preston & Preston (The Defenders, Fernsehserie, Folge 4x04)
- 1971: Hospital (The Hospital)
- 1972: Schlachthof 5 (Slaughterhouse-Five)
- 1974: Besessen (Deranged)
- 1974: Der große Gatsby (The Great Gatsby)
- 1976: Die Chronik der Adams (Adams Chronicles, Miniserie, Folge 1x04)
- 1976–1978: Another World (Fernseh-Seifenoper, unbekannte Folgenzahl)
- 1977: Flotte Sprüche auf Kanal 9 (Handle with Care)
- 1977: Unheimliche Begegnung der dritten Art (Close Encounters of the Third Kind)
- 1979: Flucht von Alcatraz (Escape from Alcatraz)
- 1980: Der starke Wille (Resurrection)
- 1981: Trauer muss Elektra tragen (Mourning Becomes Electra, Miniserie)
- 1983: Christine
- 1983: Ruben, Ruben (Reuben, Reuben)
- 1984: Flashpoint – Die Grenzwölfe (Flashpoint)
- 1984: Airwolf (Fernsehserie, Folge 2x11)
- 1985: In der Mittagsglut (Noon Wine, Fernsehfilm)
- 1985: Crazy for You (Vision Quest)
- 1985: Unglaubliche Geschichten (Amazing Stories, Fernsehserie, Folge 1x01 Der Geisterzug)
- 1985/1987: Unbekannte Dimensionen (The Twilight Zone, Fernsehserie, 2 Folgen)
- 1986: Das Model und der Schnüffler (Moonlighting, Fernsehserie, Folge 2x15)
- 1986: Der Equalizer (The Equalizer, Fernsehserie, Folge 2x09)
- 1987: Der Tötungsbefehl (At Mother’s Request, Miniserie)
- 1988: Die letzte Versuchung Christi (The Last Temptation of Christ)
- 1989: In der Hitze der Nacht (In the Heat of the Night, Fernsehserie, Folge 2x10)
- 1989: Always – Der Feuerengel von Montana (Always)
- 1990: Kevin – Allein zu Haus (Home Alone)
- 1991: Doc Hollywood
- 1992: Ausgerechnet Alaska (Northern Exposure, Fernsehserie, Folge 3x23)
- 1992: Haus der Drachen (The Habitation of Dragons, Fernsehfilm)
- 1993: Die Stunde der Wahrheit (The American Clock, Fernsehfilm)
- 1993: Heart to Kill (Murder in the Heartland, Miniserie)
- 1995: Schneller als der Tod (The Quick and the Dead)
- 1997: Chicago Hope – Endstation Hoffnung (Chicago Hope, Fernsehserie, Folge 3x26)
- 1999: Harveys Zauberballons (Balloon Farm, Fernsehfilm)